# Лебедево (Вологодская область)
Лебедево — деревня в Бабаевском районе Вологодской области.
Входит в состав Тороповского сельского поселения, с точки зрения административно-территориального деления — в Тороповский сельсовет.

## География
Расстояние по автодороге до районного центра Бабаево — 34 км, до центра муниципального образования деревни Торопово — 8 км. Ближайшие населённые пункты — Любочская Горка, Новинка, Ярцево.

## Население
| 2010 |
| ---- |
| 5    |

По переписи 2002 года население — 9 человек.